# (6377) Cagney
(6377) Cagney (1987 ML1) – planetoida z grupy pasa głównego asteroid okrążająca Słońce w ciągu 4,25 lat w średniej odległości 2,62 j.a. Odkryta 25 czerwca 1987 roku.